# Esta é a Nossa Pátrai Bem Amada
Esta é a Nossa Pátria Bem Amada este imnul național din Guineea-Bissau.

## Versuri
Sol, suor e o verde e mar,
Séculos de dor e esperança;
Esta é a terra dos nossos avós!
Fruto das nossas mãos,
Da flôr do nosso sangue:
Esta é a nossa pátria amada.
Coro:
Viva a pátria gloriosa!
Floriu nos céus a bandeira da luta.
Avante, contra o jugo estrangeiro!
Nós vamos construir
Na pátria imortal
A paz e o progresso!
Nós vamos construir
Na pátria imortal
A paz e o progresso!
Ramos do mesmo tronco,
Olhos na mesma luz:
Esta é a força da nossa união!
Cantem o mar e a terra
A madrugada e o sol
Que a nossa luta fecundou.
Coro